# DJ Project
Dj Project este o formație dance românească, înființată la Timișoara, în anul 2000. Inițial, formația era constituită doar din Gino Manzotti și Dj Maxx, în anul 2003 alăturându-se proiectului și Ellie White. La sfârșitul anului 2009 în locul lui Ellie a venit Giulia Anghelescu.
Împreună cu ea, trupa a avut poate una dintre cele mai efervescente perioade din istoria ei, având 3 hit-uri constant No.1 : „Mi-e dor de noi” (compus de Gabriel Huiban, orchestrație de Gino Manzotti - 2011), „Regrete” (compus de Gabriel Huiban, orchestrație de Gino Manzotti - 2010) și „Nu” (compus de Gabriel Huiban, orchestrație de Gino Manzotti - 2009). În luna decembrie a anului 2011, după ce Giulia anunță că este însărcinată, solista trupei devine Adela Popescu.
Împreună cu Adela trupa cunoaște un adevărat succes în special în mediul online. Piese precum „Bun rămas” (prod. Gabriel Huiban - 2012), „Vraja ta” (prod. Kazibo Music - 2013), „Fără tine” (prod. Kazibo - 2013), „Suflet vândut” (prod. David Deejay - 2014), „Zile și nopți” (2015) . 
Toamna anului 2017 vine cu vești noi. Dj Project anunță începerea colaborării cu Mira, una dintre cele mai tinere voci din industria muzicală românească. Alături de ea au lansat hituri, precum „Inimă Nebună” (Muzica: Ropcea Andrei, Stoica Mario Roberto, Andra Ioana Sapariuc, Gino Manzotti, Orchestrație: Stoica Mario Roberto, Gino Manzotti), care a cucerit topurile muzicale. După 18 ani de colaborare cu Cat Music, management-ul trupei trece sub tutela Global Records, cea mai productivă casă de discuri românească din anul 2019. 
Prima melodie Dj Project, sub tutela Global Records, vine în colaborare cu AMI, o tânără artistă din Baia Mare, cunoscută atât la nivel național, cât și internațional, interpreta unor hituri precum „Playa en Costa Rica” sau „Somnu' nu mă ia ”. Melodia „4 camere”, lansată în luna martie, ajunge repede în topurile muzicale, fiind produsă în colaborare cu Epiq Records (Alexandru Pelin, Adi Colceru). În ciuda speculațiilor Ami neagă în cadrul unei emisiuni live la Europa FM faptul că intră în componența trupei Dj Project. Luna august a aceluiași an vine cu alte schimbări. Dj Project anunță oficial colaborarea cu Andia (Diana Constantin), o tânără artistă, interpreta unor melodii precum „Sabes tu”, „Lost” sau „Meo Bijou”. 
Totodată, în primăvara-vara anului 2019, Andia se face remarcată prin colaborarea cu Spike pentru single-ul „Salcâmii”, al cărui refren este interpretat de aceasta. Alături de Andia, Dj Project lansează un nou single, „Retrograd”, compus tot împreună cu Gino Manzotti, Alex Pelin, Achi și Vlad Lucan, în studiourile Epiq Records. În primele două zile de la lansare, melodia intră în trending pe YouTube, pe primele poziții.
La sfârșitul anului 2021, Andia se retrage din proiect, concentrându-se pe cariera solo, urmând a fi înlocuită de Ana Baniciu, cu care Dj Project lansează, în luna iunie, single-ul “Iubirea mea”. Alături de Ana Baniciu, Dj Project susțin o multitudine de concerte pe întreg teritoriul României.

## Istoric

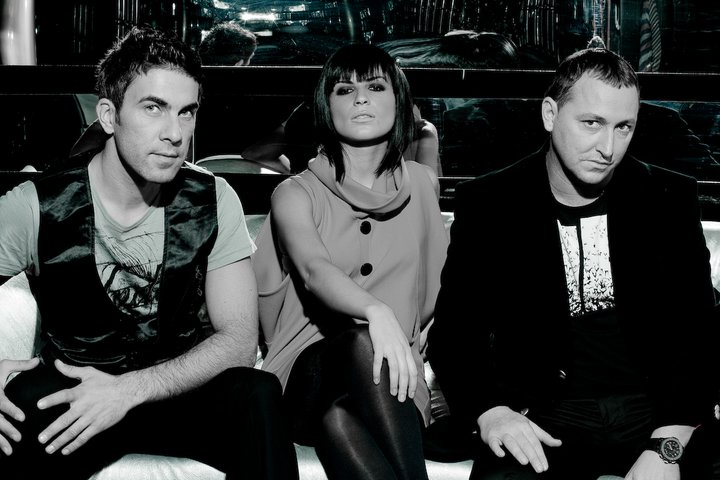
DJ Project și Ellie White

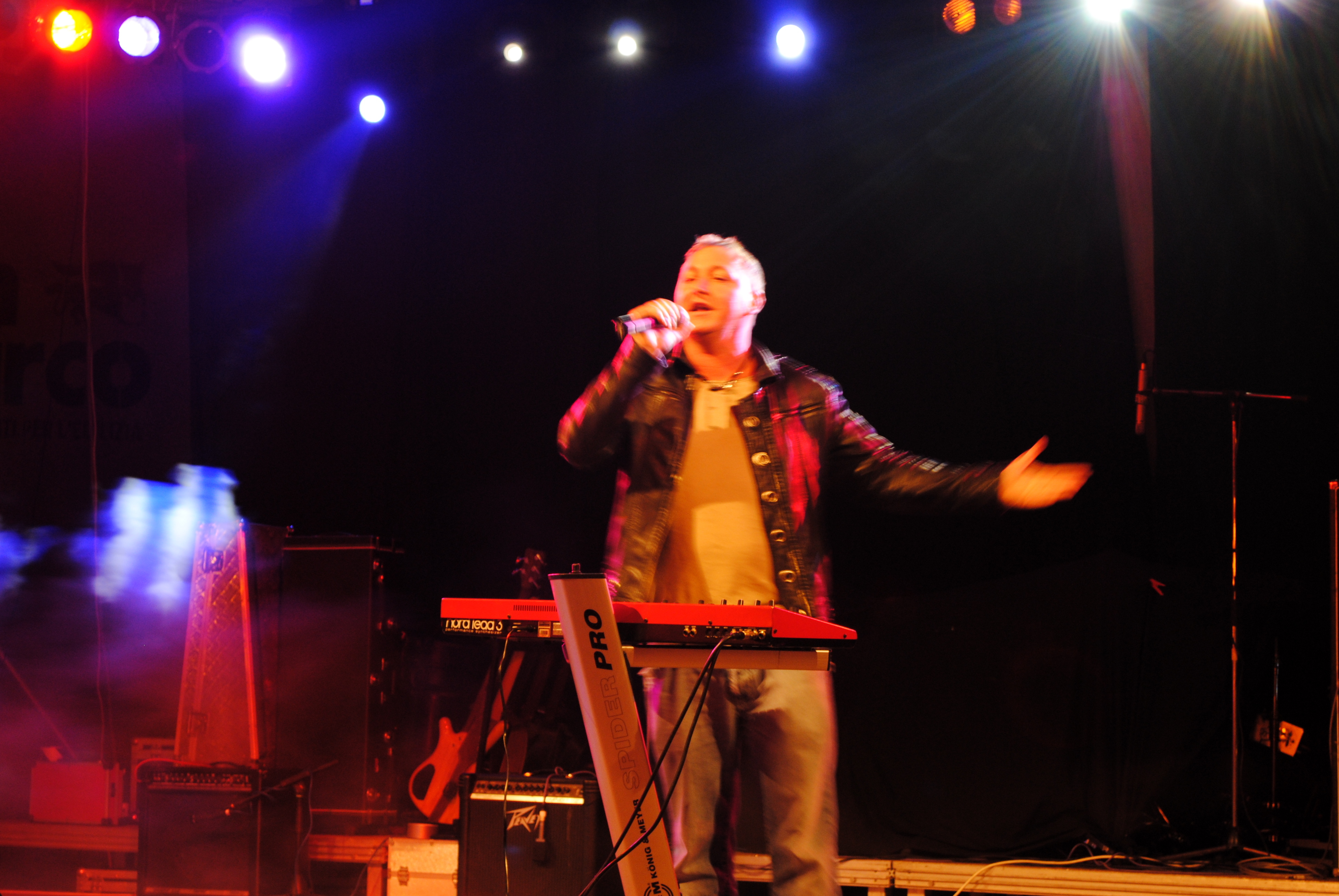
DJ Gino Manzotti

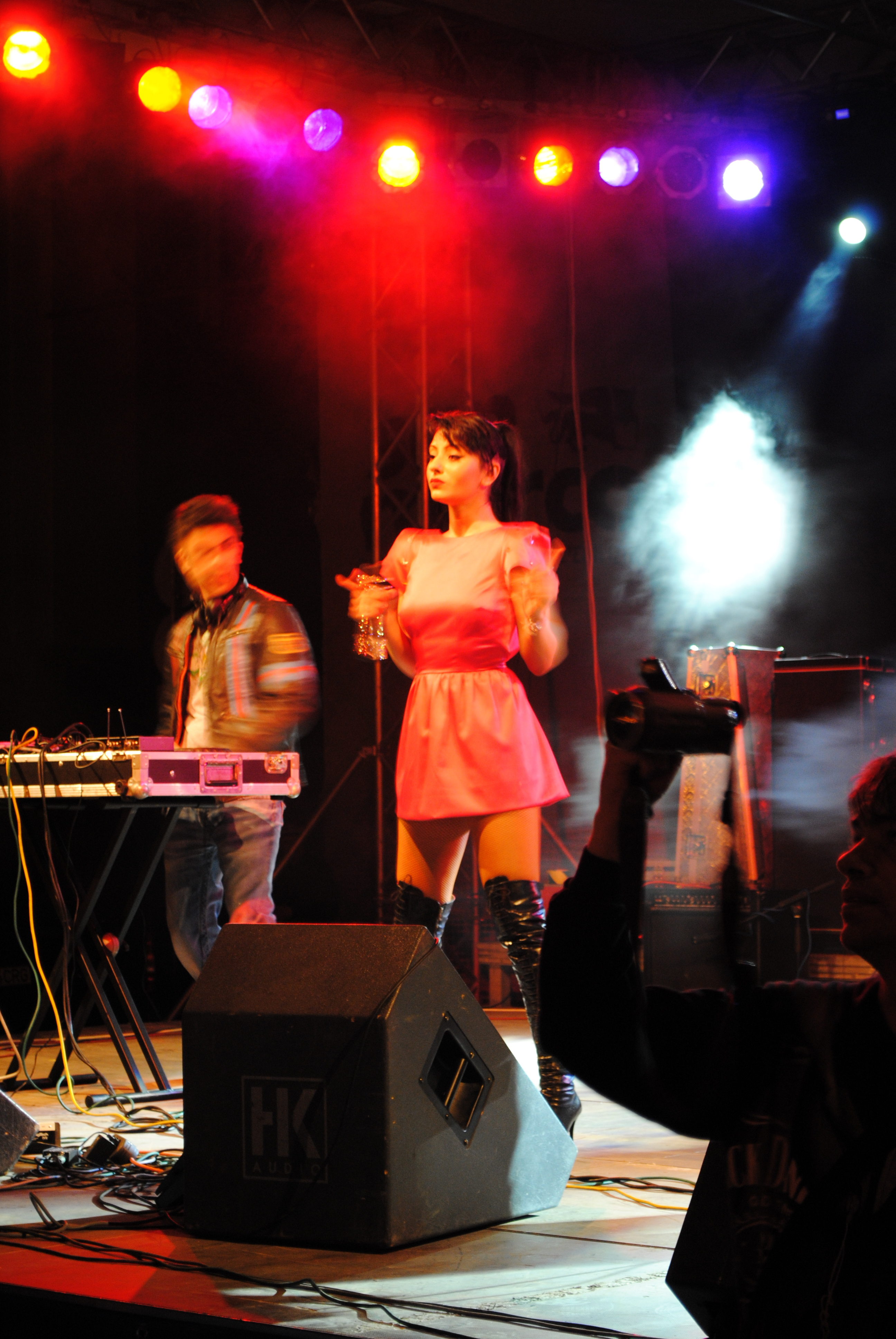
Giulia Anghelescu, solista formației în perioada 2009-2012.

În octombrie 2000, doi DJ respectiv  DJ Gino Manzotti (Handke Giuseppe nascut la Arad) și DJ Maxx (Florea Ovidiu Nicolae născut în Băilești, Dolj) au hotărât să înființeze un proiect muzical, intitulat DJ Project. Anul următor apare primul lor material discografic, „Experience”, la Media Services Sony Music. În anul 2002, o nouă apariție discografică: „Spune-mi tot ce vrei”, tot la Sony Music Media Services. La fel ca și în albumul de debut, vocea DJ Project a fost asigurată de Claudia Pavel, fosta componentă a trupei Candy. Din toamna lui 2003, Dj Gino Mazotti și Dj Maxx au cooptat-o în proiectul lor și pe Elena Baltagan (Ellie White) și au scos primul album în noua formulă, „Lumea ta”, al treilea material discografic de la înființarea formației. 
În anul 2004, DJ Project a fost formația românească ce a staționat cel mai mult în topurile radio din România cu o singură melodie: 40 de săptămâni în Romanian Top 100 cu piesa „Lumea ta”. A urmat apoi „Printre vise”, piesă care a fost și ea îndelung difuzată de posturile de radio. În 2005, single-ul „Lumea ta” și-a început cariera europeană, fiind promovat de Ministry of Sound, cea mai importantă casă de discuri din Europa, specializată pe euro-dance. La posturile de radio din multe țări europene s-a difuzat atât melodia de bază, în română sau engleză, cât și o mulțime de remixuri. În Europa DJ Project a fost promovat sub numele de „Elena”. Tot în anul 2005, DJ Project se întorc la Media Services cu un nou album, intitulat „Șoapte”. Acest album a beneficiat de o triplă lansare: prima în Timișoara, în clubul Heaven, a doua la MTV Live, într-un concert în Piața Constituției din București și a treia la club Bamboo din Capitală. A fost ultimul concert al unei trupe românești în Bamboo, înainte de incendiul care a distrus vechiul club.
Primul single de pe acest album a fost „Privirea ta”, un superhit care nu doar că dominat topurile și playlist-urile radio, dar a devenit reprezentativ pentru mii de povești de iubire ai căror protagoniști își jurau că  „Nu pot uita/privirea ta”. „Privirea ta” a fost nu doar piesa verii 2005, ci unul dintre hiturile anului, alături de cel de-al doilea single de pe album, piesa „Șoapte”. 
Anul 2006 a început în forță pentru formație. Distinsă cu premiul „Best Romanian Dance”, în cadrul MTV Romanian Music Awards - Cluj 2006, trupa DJ Project a filmat, la solicitarea casei de discuri Universal Music, un videoclip pentru afară, la piesa “Before I Sleep”, varianta în limba engleză a super-hit-ului lor „Privirea ta”, videoclip care în 2007 a putut fi vizionat și pe televiziunile muzicale românești. 
Pe 29 iulie 2006, DJ Project au lansat cel de-al cincilea album din carieră, intitulat „Povestea mea”. Acesta conținea 15 piese, printre care și versiunea în limba engleză („Before I Sleep”) a superhitului „Privirea ta”. Celelalte 14 piese sunt prime audiții, între care 3 sunt extended-uri, una este club version, iar alta este un featuring cu Jazzy.
Pe 4 august 2006 trupa a primit premiul „Best Dance Group” la premiile Romanian Top 100 desfășurate la Bacău.
În septembrie 2006, primul extras pe single de pe noul album, intitulat „Încă o noapte” ocupă locul întâi în Romanian Top 100, topul topurilor de radio.
În noiembrie 2006 formația primește la Copenhaga premiul pentru BEST ROMANIAN ACT la MTV Europe Music Awards, trofeu care consfințește cea mai puternică ascensiune din muzica românească a ultimilor ani și impune definitiv un brand muzical , DJ PROJECT, a cărui sonoritate devine echivalentă cu performanța artistică.
Tot în noiembrie 2006 este lansat un nou single, „Ești tot ce am”, piesa ce mai poate fi încă auzită și acum pe posturile de radio.
În mai 2007 formația primește, pentru al doilea an consecutiv, titlul de cea mai bună trupă dance, la premiile MTV România.
La finele anului 2009, Dj Project întrerupe colaborarea cu Elena, ca urmare a dorinței acesteia de a urma o carieră solo, înlocuind-o cu Giulia ca solistă. La sfârșitul anului 2011, Giulia se retrage din trupă din cauza sarcinii fiind înlocuită de Adela Popescu care este încântată de colaborare reprezentând pentru ea o relansare în muzică după o pauză de câțiva ani.
După o colaborare de peste 4 ani, numeroase concerte și single-uri lansate, Adela Popescu este nevoită să se retragă din proiect datorită sarcinii. Astfel, Gino și Maxx au cooptat-o în proiect pe Ela Rose, o tânără cântăreață, cu care Gino mai colaborase în 2010 la piesa "No you no love". Alături de Ela Rose băieții au lansat single-ul "Sevraj”. 
Din păcate nici colaborarea cu Ela Rose nu a fost una de lungă durată, solista cântând cu băieții de la Dj Project doar jumătate de an (Aprilie - Septembrie). Din motive încă necunoscute, în luna Octombrie a anului 2016, Dj Project lansează un nou single, într-o nouă formulă, având-o ca solistă pe Xenia Costinar. Xenia este în prezent studentă la Academia de Muzică "Gheorghe Dima" din Cluj Napoca, secția canto-operă (soprană lirică). La doar 20 de ani, aceasta are în palmares un număr impresionant de premii naționale și internaționale, cum ar fi locul 1 în cadrul concursului de pian Marcello Cusi, Milano, "Concours Musical de France" din Paris, premiul special Palma De Mallorca, concursul internațional Carl Filtch și multe altele și a susținut concerte alături de Filarmonica Dinu Lipatti din Baia Mare.
Sfârșitul anului 2016 vine cu vești noi în rândul fanilor trupei. Giulia anunță reînceperea colaborării cu Dj Project. Împreună cu ea, băieții lansează, în luna martie, single-ul "O secundă", produs de DOMG (Dorian Oswin & Mihai Gruia) și Adi Cristescu. 
În luna iulie, băieții lansează o melodie într-o colaborare surprinzătoare cu nimeni alta decât Elena Gheorghe. Single-ul "Duminică" este receptat de radiouri și public ajungând un adevărat succes în rândul fanilor.
Toamna aduce, din nou, schimbări în componența trupei. Băieților li se alătură Mira, o tânără cântăreață, fostă participantă la Vocea României.
În toamna anului 2019, în trupă își face apariția o nouă prezență feminină, Andia care nu se află la primul contact cu muzica. Anterior, Andia a lansat mai multe piese, precum "Sabes tu" sau "Lost" și, cea mai cunoscută colaborare, pe refrenul melodiei "Salcâmii", lansată de Spike, melodie care a dominat topurile muzicale din vara anului. În 10 septembrie, este lansată direct cu videoclip melodia "Retrograd", semnată Global Records, compusă de Gino Manzotti, Alex Pelin, Achi, Vlad Lucan. În scurt timp, melodia ajunge pe primele locuri în tendințe pe YouTube, ajunge cea mai căutată melodie românească de pe Shazam și, în luna ianuarie a anului 2020, este cea mai difuzată melodie a începutului de an.
În luna martie a anului 2020, Dj Project lansează o nouă melodie, în colaborare cu o artistă aflată la început de carieră, mai exact Alexia Aștelian. Cu toate că nu a avut nicio melodie oficială, Alexia este cunoscută publicului datorită platformei YouTube, unde a încărcat coveruri pentru melodii celebre precum: Străzile din București (Florian Rus feat. Mira), 4 camere (Dj Project feat. Ami) sau Retrograd (Dj Project feat. Andia), care au devenit rapid virale.  Single-ul lansat în colaborare cu Dj Project se intitulează Cronic și este compus de către echipa EpiQ, mai exact de Alexandru Pelin și Adi Colceru.
În vara anului 2020, alături de Andia, Dj Project lansează single-ul „Slăbiciuni”, semnat de Global Recors și ATOM, și compus de Radu Bolfea, Alex Pelin, Vlad Lucan, Petre Ioachim Octavian și Marius Moga. Timp de șase săptămâni, melodia ocupă locul 1 în topul Media Forest.
Începutul anului 2021 aduce o colaborare între Dj Project și Roxen, pentru melodia „Parte din tine”, compusă de către Gino Manzotti și Andy Platon, semnată de Global Records și Sprint Music. Timp de mai multe săptămâni, single-ul se află în topurile radiourilor naționale și ajunge pe locul al doilea în Media Forest. 
În 8 iulie 2021, Dj Project lansează single-ul "Cheia inimii mele", împreună cu Mira, alături de care au înregistrat succesul, cu melodia "Inimă nebună". Apărută sub tutela Global Records, melodia a fost compusă de către Andy Platon, Gino Manzotti, Achi și Iraida, iar versurile au fost scrise de către Andy Platon, Mira, Iraida și Gino Manzotti. Videoclipul melodiei a fost filmat pe parcursul a 12 ore, în regia lui Kobzzon, și urmărește îndeaproape mesajul transmis de versurile melodiei.   
Ultima parte a anului 2021 vine cu noi schimbări în trupa Dj Project. După o colaborare de doi ani cu Andia, care decide să se concentreze pe cariera solo, odată cu lansarea single-ului „Sfârșitul lumii" și anunțarea primului album din carieră, Gino Manzotti și Dj Maxx o cooptează, temporar, în proiectul muzical pe Mălina, o tânără de 21 de ani, originară din Cluj-Napoca.        
În luna mai a anului 2022, Ana Baniciu anunță oficial, pe rețelele sociale, începutul colaborării cu Dj Project. Primul concert în formula Dj Project x Ana Baniciu are loc în parcul Herăstrău, în 13 mai. Colaborarea cu Ana Baniciu este una rodnică, single-ul „Iubirea mea”, o coproducție Global Records, Cat Music si Sprint Music, compusă de Andy Platon, Andrei Tostogan si Gino Manzotti, ajungând destul de repede in playsliturile radiourilor si atingând aproape 10 milioane de vizualizări pe YouTube.        
Așa cum și-au obișnuit de-a lungul timpului fanii, membrii Dj Project lansează între timp și melodii în luna octombrie a anului 2022 si în lunile februarie și martie ale anului 2023. Este vorba, așadar, despre single-ul „Ochii tăi”, în colaborare cu Lidia Buble, o coproducție Global Records și Cat Music, compusă de către Gino Manzotti, EMAA, Achi, Florian Rus si Darius Taran, despre „Fulgul”, în colaborare cu Holy Molly (ex. Miss Mary), compus de către Andrei Tostogan si Gino Manzotti, dar și despre melodia “Numai tu”, o colaborare între ANNAIS, o tânără cântăreață la început de carieră, și Dj Project, compusă de către Alexia Aștelian, Andrei Tostogan si Gino Manzotti.         
După mai puțin de un an alături de Ana Baniciu, în martie 2023, Dj Project face public faptul că o cooptează în proiect pe Ioana Ignat, o tânăra talentată, cunoscută publicului larg, împreună cu aceasta prezentând fanilor single-ul „Supranatural”, o coproducție Global Records, Media Pro Music și Sprint Music, scrisă de EMAA și orchestrată de Gino Manzotti si Dj Maxx.         
În direcția trendului din muzica românească și nu numai, Dj Project lansează, alături de Alina Eremia, la data de 18 septembrie 2023, remake-ul evergreenului „Privirea ta”, apărut în anul 2005.          

## Discografie

### Albume
- Experience (2000)
- Spune-mi tot ce vrei (2002)
- Lumea ta (2003)
- Șoapte (2005)
- Povestea mea (2006)
- Două anotimpuri (2007)
- In the club (2009)
- Best of (2011)
- Best of 15 ani (2015)

### Discuri single
| Titlu                                   | An   | Poziție maximă în topuri | Poziție maximă în topuri | Poziție maximă în topuri | Album                |
| Titlu                                   | An   | ROM                      | UK                       | FRA                      | Album                |
| --------------------------------------- | ---- | ------------------------ | ------------------------ | ------------------------ | -------------------- |
| Te chem                                 | 2000 |                          |                          |                          | Experience           |
| Aș vrea (să te pot uita)                | 2001 |                          |                          |                          | Experience           |
| Visează                                 | 2001 |                          |                          |                          | Experience           |
| Spune-mi tot ce vrei                    | 2002 |                          |                          |                          | Spune-mi tot ce vrei |
| Printre vise                            | 2003 |                          |                          |                          | Lumea ta             |
| Lumea ta                                | 2004 |                          |                          |                          | Lumea ta             |
| Privirea ta                             | 2005 | 1                        |                          |                          | Șoapte               |
| Șoapte                                  | 2005 | 1                        |                          |                          | Șoapte               |
| Vorbe reci                              | 2005 |                          |                          |                          | Șoapte               |
| Zile și nopți                           | 2005 |                          |                          |                          | Șoapte               |
| Povestea mea                            | 2006 |                          |                          |                          | Povestea mea         |
| Încă o noapte                           | 2006 | 1                        |                          |                          | Povestea mea         |
| Ești tot ce am                          | 2006 | 2                        |                          |                          | Povestea mea         |
| Before I Sleep                          | 2006 |                          |                          |                          | Povestea mea         |
| Două anotimpuri                         | 2007 | 1                        |                          |                          | Două anotimpuri      |
| Lacrimi de înger                        | 2007 |                          |                          |                          | Două anotimpuri      |
| Un singur drum                          | 2007 |                          |                          |                          | Două anotimpuri      |
| Departe de noi                          | 2008 |                          |                          |                          | Două anotimpuri      |
| Prima noapte cu Giulia                  | 2008 |                          |                          |                          | Două anotimpuri      |
| Hotel                                   | 2009 |                          |                          |                          | In the Club          |
| Mii de cuvinte                          | 2009 |                          |                          |                          | In the Club          |
| Let You Go                              | 2009 |                          |                          |                          | In the Club          |
| Over And Over Again cu Deepside Deejays | 2009 |                          |                          |                          | fără album           |
| Miracle Love                            | 2009 |                          |                          |                          | In the Club          |
| Nu cu Giulia                            | 2009 | 3                        |                          |                          | Încă o noapte EP     |
| Regrete cu Giulia                       | 2010 | 1                        |                          |                          |                      |
| Mi-e dor de noi cu Giulia               | 2011 | 1                        |                          |                          |                      |
| Crazy In Love cu Giulia                 | 2011 |                          |                          |                          |                      |
| Bun rămas cu Adela Popescu              | 2012 |                          |                          |                          |                      |
| Vraja ta cu Adela Popescu               | 2013 |                          |                          |                          |                      |
| Fără tine cu Adela Popescu              | 2013 |                          |                          |                          |                      |
| Hard on You (A Paris) cu Anlora         | 2014 |                          |                          |                          |                      |
| Suflet vândut cu Adela Popescu          | 2014 |                          |                          |                          |                      |
| Zile și nopți cu Adela Popescu          | 2016 |                          |                          |                          |                      |
| Sevraj cu Ela Rose                      | 2016 |                          |                          |                          |                      |
| Ochii care nu se văd cu Xenia Costinar  | 2016 |                          |                          |                          |                      |
| O secundă cu Giulia                     | 2017 |                          |                          |                          |                      |
| Duminică cu Elena Gheorghe              | 2017 |                          |                          |                          |                      |
| Omnia cu MIRA                           | 2017 |                          |                          |                          |                      |
| Inimă nebună cu MIRA                    | 2018 | 1                        |                          |                          |                      |
| În locul meu cu Theo Rose               | 2019 |                          |                          |                          |                      |
| 4 Camere cu AMI                         | 2019 |                          |                          |                          |                      |
| Retrograd cu Andia                      | 2019 | 1                        |                          |                          |                      |
| Cronic cu Alexia Aștelian               | 2020 |                          |                          |                          |                      |
| Slăbiciuni cu Andia                     | 2020 | 1                        |                          |                          |                      |
| Parte din tine cu Roxen                 | 2021 | 1                        |                          |                          |                      |
| Cheia inimii mele cu Mira               | 2021 | 3                        |                          |                          |                      |
| La timpul lor cu Emaa                   | 2022 | 2                        |                          |                          |                      |
| Iubirea mea cu Ana Baniciu              | 2022 |                          |                          |                          |                      |
| Ochii tăi cu Lidia Buble                | 2022 |                          |                          |                          |                      |
| Fulgul cu Holy Molly                    | 2023 |                          |                          |                          |                      |
| Numai Tu cu ANNAIS                      | 2023 |                          |                          |                          |                      |
| Supranatural cu Ioana Ignat             | 2023 |                          |                          |                          |                      |
| Privirea ta cu Alina Eremia             | 2023 |                          |                          |                          |                      |
| Am Vrut Să Te Sun cu Ioana Ignat        | 2024 |                          |                          |                          |                      |
| Nimic mai mult cu Yuka                  | 2024 |                          |                          |                          |                      |
| I need you cu Tamaz                     | 2024 |                          |                          |                          |                      |

## Gino Manzotti x Maxx
În 13 mai 2019, cu sprijinul Global Records, Gino Manzotti și Dj Maxx, membrii DJ Project, lansează melodia „Arabian story”, compusă de către Bătrînu Răzvan Marian (Boier Bibescu),Hurdugaci Alexandru și Gino Manzotti. Cu această ocazie, se inaugurează proiectul dance Gino Manzotti & Maxx. Despre acest proiect, cei doi Dj susțin că este destinat pieței internaționale, melodiile fiind diferite de cele DJ Project. Melodiile Gino Manzotti x Maxx, în ordinea cronologică a apariției, sunt:
- Arabian story [13.05.2019]
- Matado [25.09.2020]
- Back home (feat. Soundland) [19.02.2021]
- Every breath (feat. KARLA) [19.03.2021]
- I miss you (Mindblow x Gino Manzotti x Maxx x Mălina) [30.04.2021]
- Moonlight shadow ( Soundland x Gino Manzotti x Maxx x Mălina) [07.05.2021]
- Slo-Mo (feat. Soundland x Moonessa) [24.08.2021]
- Chemistry (feat. Soundland x Malina)
- Be Myself Again (Soundland x Mălina x Gino Manzotti x Maxx)
- Don’t Leave Me Alone (Soundland x RIVEE x Gino Manzotti x Maxx)
- I Like It (Gino Manzotti x Maxx x Dan Tanner)
- Leave the Lights On (Gino Manzotti x Maxx x Dan Tanner)

Din primăvara anului 2021, Gino Manzotti și Dj Maxx lucrează, alături de Andy Platon (Soundland), pentru diferite melodii interpretate de artiste la început de drum în industria muzicală. Melodii compuse de către Gino Manzotti, Dj Maxx și Andy Platon:
- Mălina - Just walk away
- Diana Dee - Falling for your love
- Sonni - Where we go
- Sonni - Commitment Issues
- Annais - Mă adori
- Annais - Down Down

## Premii și nominalizări
| An   | Premiu                             | Categorie                    | Laureat    | Rezultat     | Note   |
| ---- | ---------------------------------- | ---------------------------- | ---------- | ------------ | ------ |
| 2005 | MTV Europe Music Awards            | Best Romanian Act            | DJ Project | Nominalizare | [ 8 ]  |
| 2006 | Premiile muzicale MTV România      | Cel mai bun dance            | DJ Project | Câștigat     | [ 9 ]  |
| 2006 | Romanian Top 100 Awards            | Best Dance Group             | DJ Project | Câștigat     | [ 10 ] |
| 2006 | MTV Europe Music Awards            | Best Romanian Act            | DJ Project | Câștigat     | [ 10 ] |
| 2007 | Premiile muzicale MTV România      | Cel mai bun dance            | DJ Project | Câștigat     | [ 10 ] |
| 2007 | Romanian Top Hits - Music Awards   | Best of the best hits - No.1 | Dj Project | Câștigat     | [ 11 ] |
| 2007 | Romanian Top Hits - Music Awards   | Bands - The best hit         | Dj Project | Nominalizare | [ 11 ] |
| 2008 | Romanian Music Awards              | Best Album                   | Dj Project | Nominalizare | [ 12 ] |
| 2008 | Romanian Music Awards              | Best Dance                   | Dj Project | Nominalizare | [ 12 ] |
| 2008 | Romanian Music Awards              | Best Group                   | Dj Project | Câștigat     | [ 12 ] |
| 2008 | Premiile Radio România Actualități | Best Pop-Dance               | Dj Project | Câștigat     | [ 13 ] |
| 2008 | Romanian Top Hits - Music Awards   | Featuring - The best hit     | Dj Project | Câștigat     | [ 11 ] |
| 2009 | Romanian Music Awards              | Best Group                   | Dj Project | Câștigat     | [ 14 ] |
| 2009 | Romanian Top Hits - Music Awards   | Bands - The best hit         | Dj Project | Nominalizare | [ 11 ] |
| 2010 | Romanian Music Awards              | Best Group                   | Dj Project | Câștigat     | [ 15 ] |
| 2011 | Romanian Music Awards              | Best Group                   | Dj Project | Câștigat     | [ 16 ] |
| 2012 | Romanian Music Awards              | Best Group                   | Dj Project | Câștigat     | [ 17 ] |
| 2012 | Romanian Music Awards              | Best Video                   | Dj Project | Nominalizare | [ 17 ] |
| 2012 | Romanian Top Hits - Music Awards   | Dj Top Hit                   | Dj Project | Nominalizare | [ 18 ] |
| 2020 | The Artist Awards                  | Favourite artist             | Dj Project | Nominalizare | [ 19 ] |
| 2020 | The Artist Awards                  | Best Dj/Electronic/Dance     | Dj Project | Nominalizare | [ 19 ] |
| 2020 | The Artist Awards                  | Best Song                    | Dj Project | Nominalizare | [ 19 ] |
| 2020 | The Artist Awards                  | Best collaboration           | Dj Project | Nominalizare | [ 19 ] |
| 2021 | The Artist Awards                  | Best Electronic/Dance        | Dj Project | Câștigat     | [ 20 ] |
| 2022 | The Artist Awards                  | The Artist                   | Dj Project | Nominalizat  | [ 21 ] |
| 2022 | The Artist Awards                  | Best Song                    | Dj Project | Nominalizat  | [ 21 ] |
| 2022 | The Artist Awards                  | Best Dance                   | Dj Project | Nominalizat  | [ 21 ] |
| 2022 | The Artist Awards                  | Best Collaboration           | Dj Project | Câștigat     | [ 21 ] |
| 2022 | Romanian Music Awards              | Best Group                   | Dj Project | Câștigat     | [ 22 ] |